# Залужье (Збаражская городская община)
Залужье (укр. Залужжя) — село в Збаражской городской общине Тернопольского района Тернопольской области Украины.
Код КОАТУУ — 6122483001. Население по переписи 2001 года составляло 1242 человека.
До 2020 года входило в Збаражский район.

## Географическое положение
Село Залужье находится на правом берегу реки Гнезна Гнилая,
на противоположном берегу и
выше по течению примыкает город Збараж,
ниже по течению примыкает село Старый Збараж.
Рядом проходит железная дорога, станция Збараж в 1 км.

## История
- 1444 год — дата основания.

## Объекты социальной сферы
- Школа.
- Клуб.
- Фельдшерско-акушерский пункт.

## Достопримечательности
- Братская могила советских воинов.
- Спасо-Преображенская церковь (1600 г.)